# Zora Folley
Zora Folley (Dallas, 27 de maio de 1932 – Tucson, 9 de julho de 1972) foi um boxeador norte-americano. Famoso por sua luta com Muhammad Ali, morreu de forma misteriosa e até hoje suspeita-se de assassinato.